# Alexander Alexandrowitsch Swedomski

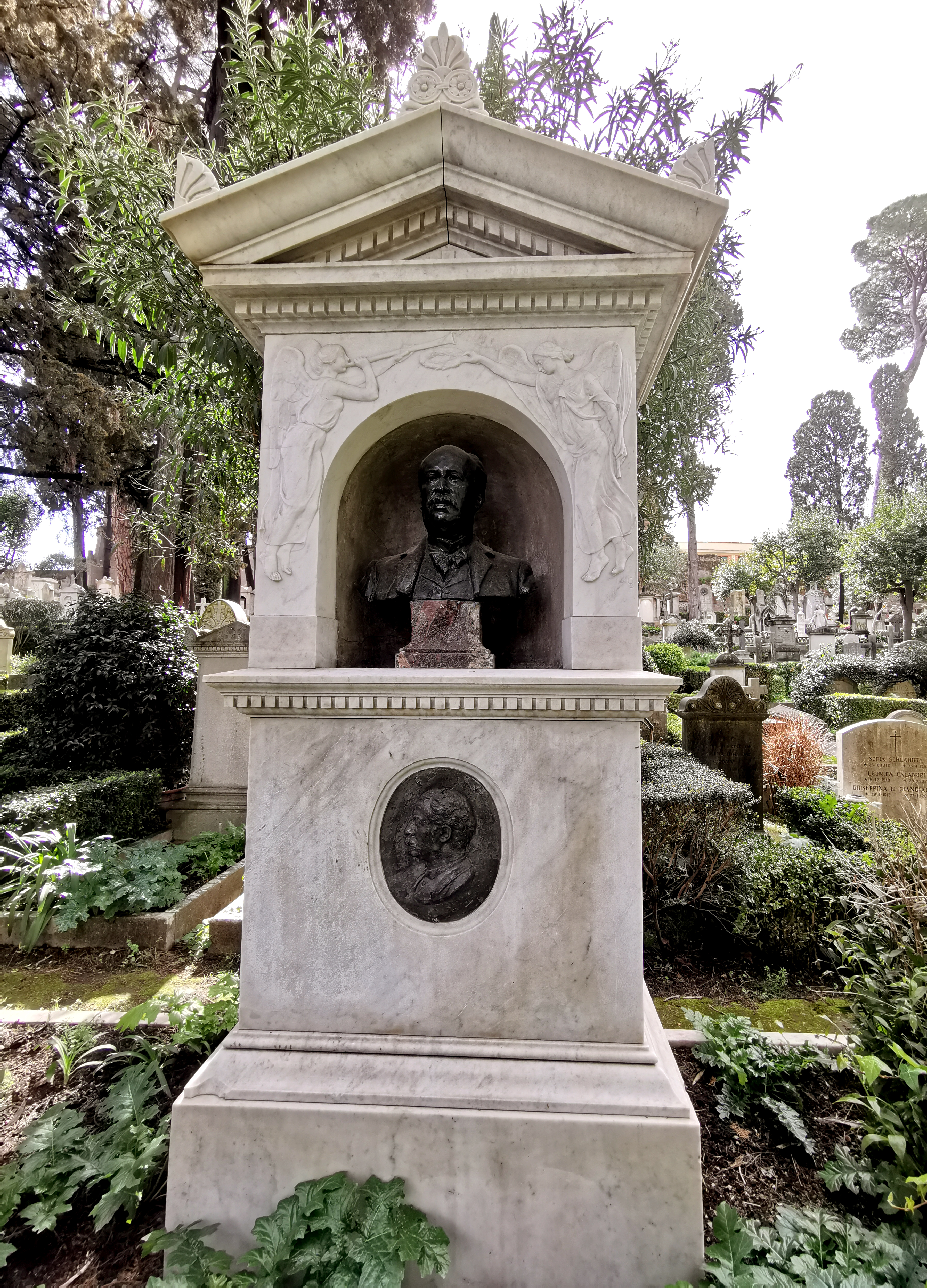
Grab der Brüder Swedomski auf dem Nichtkatholischen (Protestantischen) Friedhof Rom

Alexander Alexandrowitsch Swedomski (russisch Александр Александрович Сведомский, * 19. September 1848 in Sankt Petersburg, Russisches Kaiserreich; † 15. Juni 1911 in Rom, Italien) war ein russischer Genre- und Landschaftsmaler.

## Leben
Swedomski wuchs auf dem Landsitz Sawod Michailowski seiner adeligen Familie auf, gut vierzig Kilometer außerhalb der heutigen Stadt Tschaikowski (Region Perm im Föderationskreis Wolga). Zusammen mit seinem Bruder Pawel besuchte er in den Jahren 1870/1871 die Kunstakademie Düsseldorf, wo sie von dem Kirchen- und Historienmaler Andreas Müller unterrichtet wurden. In Düsseldorf lernten sie auch die Maler Mihály von Munkácsy und Eduard Gebhardt, einen Historienmaler der Düsseldorfer Schule, kennen. 1871 wechselten sie nach München, wo sie Schüler von Carl Theodor von Piloty wurden. 1875 gingen sie nach Rom. Die Sommer verbrachten sie jedoch für gewöhnlich auf dem Landsitz Sawod Michailowski. In Rom nahm Swedomski am regen Kunstleben teil. In verschiedenen zeitgenössischen Memoiren taucht sein Name auf. Er heiratete Anna Nikolajewna Kutukowa (1871–1925), eine Pianistin und Sängerin tatarischer Herkunft, die die Tochter Anna Alexandrowna Swedomskaja (1898–1973) gebar, welche eine Musikerin und Malerin wurde. Swedomski wurde auf dem Protestantischen Friedhof Roms beerdigt.

## Werke (Auswahl)
- Schatra, 1890er Jahre

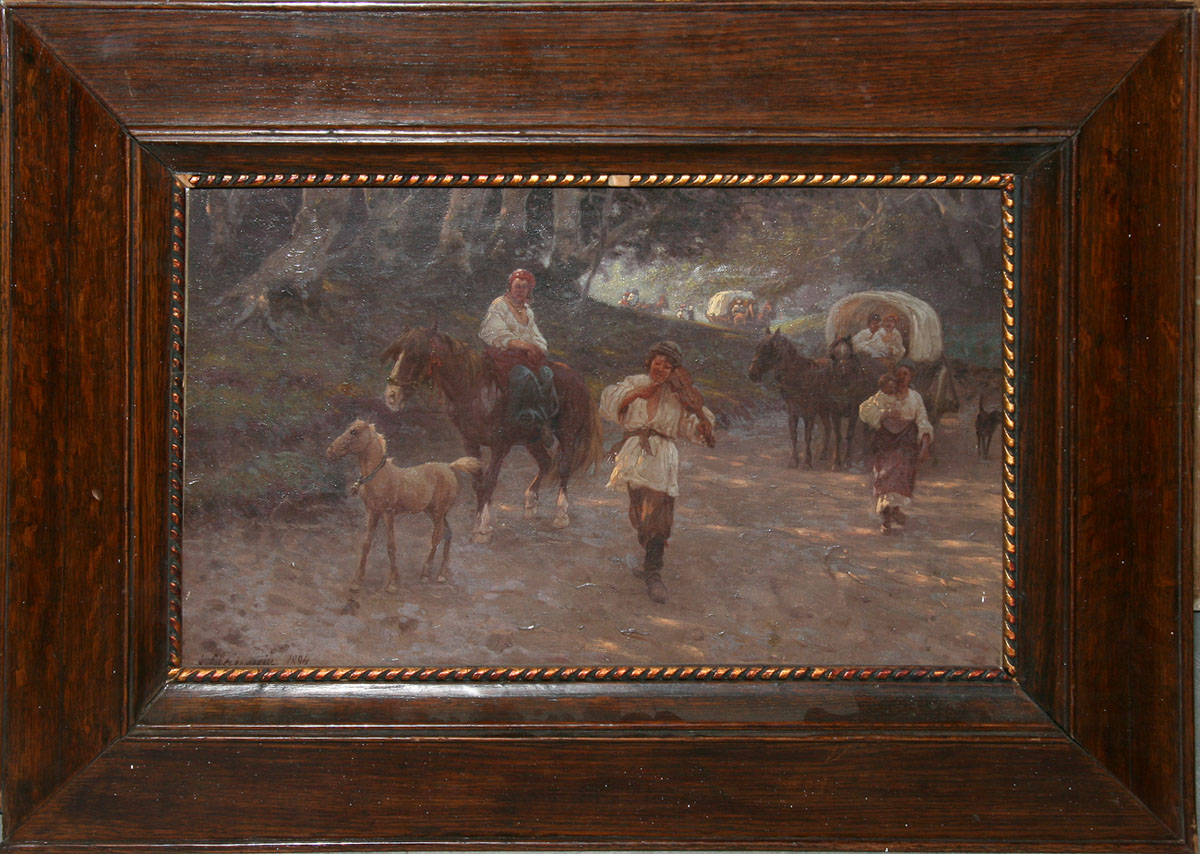
Schatra, 1890er Jahre

- Stadttor in Volterra, Etrurien (Heimkehr mit Gefangenen)
- Straße im alten Pompei, Tretjakow-Galerie, Moskau